# Matthijs Bril

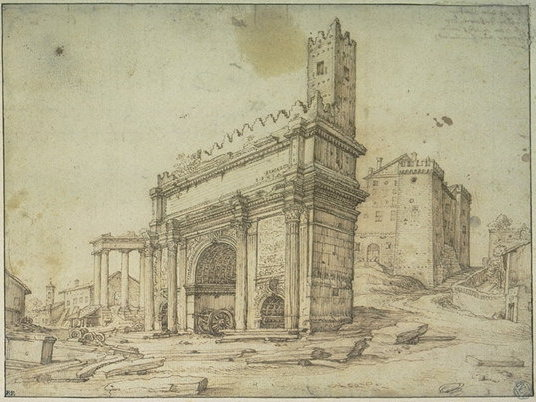
Vista del arco de Septimio Severo, dibujo a pluma, tinta parda, 207 x 275 mm. París, musée du Louvre. El dibujo lleva al dorso una inscripción de Paul Bril que lo califica como «uno de los mejor ejecutados del natural que poseo de mi hermanos Matthijs».

Matthijs Bril llamado el Joven o Mattheus II (Amberes, 1550-Roma, 1583) fue un pintor barroco flamenco establecido en Roma donde cultivó la pintura de paisaje, integrando en él ruinas clásicas y monumentos.
Hijo de Matthijs Bril I, que habría sido su maestro, y hermano mayor de Paul Bril, llegó a Roma hacia 1575 y trabajó durante los ocho años siguientes en las empresas decorativas del papa Gregorio XIII en los palacios vaticanos. Colaboró con Antonio Tempesta, pintando los fondos de paisaje urbano de sus frescos en la llamada Galleria Cosmografica de las estancias vaticanas, con el Traslado del cuerpo de san Gregorio Nacianceno desde la iglesia de Santa María del Campo Marzio a San Pedro el 11 de junio de 1580. También trabajó, dando más espacio a la naturaleza, en los frescos de la torre de los Vientos, que dejó sin acabar y concluyó su hermano Paul.
Aunque es posible que también pintase al óleo, nada de su pintura de caballete, si la hubo, se ha conservado. Sí son relativamente abundantes los dibujos a pluma de ruinas romanas a partir de apuntes tomados al natural y los paisajes fantásticos, que iban a ser grabados por Johan Sadeler y por Simon Weynouts Frisius para sus grabados de la Topographia variarum regionum, impresa por Hendrik Hondius en 1611.